# Future Breeze
A Future Breeze német származású trance- és dance-formáció, amelyet az Markus Boehme és Martin Hensing dj-k Essenben alapítottak. A páros 1995-ben kapta az első lemezszerződést, és a Read My Lips hozta nekik az első mérsékelt sikert az európai országokban. A következő évben, 1996-ban a Why Don't You Dance With Me ("miért nem táncolsz velem") kislemez már nemzetközi sikert aratott. A többi kislemez többnyire csak a német nyelvű és az európai országokban lett sikeres.

## Diszkográfia

### Kislemezek
- 1995 - House
- 1995 - Read my Lips
- 1996 - Why Don't You Dance With Me
- 1997 - Keep the fire burnin’
- 1997 - Why
- 1997 - How much can you take
- 1998 - Another Day
- 1999 - Cruel World
- 2000 - Smile
- 2001 - Mind in Motion
- 2001 - Temple of Dreams
- 2002 - Ocean of eternity
- 2002 - Heaven Above
- 2004 - Push / Second Life
- 2004 - Out of the Blue
- 2009 - Adagio for Strings
- 2009 - Fade to Grey
- 2010 - Why Don't You Dance With Me 2010
- 2012 - Animal
- 2019 – Loosing You (Mark van der Zanden)
- 2019 – Hymnotic

### Albumok
- 1997 - Why?
- 2005 - Second Life
- 2019 - The Essential Collection (válogatásalbum)

## Fordítás
- Ez a szócikk részben vagy egészben  a   Future Breeze című német Wikipédia-szócikk fordításán alapul.  Az eredeti cikk szerkesztőit annak laptörténete sorolja fel. Ez a jelzés csupán a megfogalmazás eredetét és a szerzői jogokat jelzi, nem szolgál a cikkben szereplő információk forrásmegjelöléseként.